# 柚月のどか
柚月 のどか（ ゆづき　－、1987年1月24日 - ）は千葉県出身の元ストリッパー。2010年5月21日に所属先の大阪東洋ショーにてデビュー。